# Campionato mondiale di scherma 2005
Il Campionato mondiale di scherma 2005 si è svolto a Lipsia in Germania.
Le competizioni sono iniziate l'8 ottobre e sono terminate il 15 ottobre 2005.
Sono stati assegnati sei titoli femminili e sei titoli maschili:
- femminile
  - fioretto individuale
  - fioretto a squadre
  - sciabola individuale
  - sciabola a squadre
  - spada individuale
  - spada a squadre
- maschile
  - fioretto individuale
  - fioretto a squadre
  - sciabola individuale
  - sciabola a squadre
  - spada individuale
  - spada a squadre

## Risultati

### Uomini
| Evento                          | Oro                                                                            | Argento                                                             | Bronzo                                                                |
| Spada                           |                                                                                |                                                                     |                                                                       |
| Spada individuale (dettagli)    | Pavel Kolobkov                                                                 | Fabrice Jeannet                                                     | Bas Verwijlen Claus Mørch                                             |
| Spada a squadre (dettagli)      | Francia Érik Boisse Fabrice Jeannet Jérôme Jeannet Ulrich Robeiri              | Germania Jörg Fiedler Sven Schmid Martin Schmitt Daniel Strigel     | Ucraina Dmytro Čumak Dmytro Karjučenko Maksym Chvorost Vitalij Ošarov |
| Fioretto                        |                                                                                |                                                                     |                                                                       |
| Fioretto individuale (dettagli) | Salvatore Sanzo                                                                | Liangliang Zhang                                                    | Nicolas Beaudan Andrej Deev                                           |
| Fioretto a squadre (dettagli)   | Francia Nicolas Beaudan Brice Guyart Erwann Le Péchoux Victor Sintès           | Italia Andrea Baldini Andrea Cassarà Salvatore Sanzo Simone Vanni   | Germania Dominik Behr Ralf Bißdorf Peter Joppich Benjamin Kleibrink   |
| Sciabola                        |                                                                                |                                                                     |                                                                       |
| Sciabola individuale (dettagli) | Mihai Covaliu                                                                  | Stanislav Pozdnjakov                                                | Oleh Šturbabin Aleksej Jakimenko                                      |
| Sciabola a squadre (dettagli)   | Russia Aleksej D'jačenko Aleksej Frosin Stanislav Pozdnjakov Aleksej Jakimenko | Italia Andrea Aquili Aldo Montano Giampiero Pastore Luigi Tarantino | Francia Vincent Anstett Nicolas Lopez Julien Pillet Boris Sanson      |

### Donne
| Evento                          | Oro                                                                         | Argento                                                                       | Bronzo                                                                    |
| Spada                           |                                                                             |                                                                               |                                                                           |
| Spada individuale (dettagli)    | Danuta Dmowska                                                              | Maarika Võsu                                                                  | Laura Flessel-Colovic Sherraine Schalm                                    |
| Spada a squadre (dettagli)      | Francia Sarah Daninthe Laura Flessel-Colovic Hajnalka Kiraly Maureen Nisima | Ungheria Adrienn Hormay Julia Revesz Emese Szász Hajnalka Tóth                | Germania Claudia Bokel Imke Duplitzer Britta Heidemann Monika Sozanska    |
| Fioretto                        |                                                                             |                                                                               |                                                                           |
| Fioretto individuale (dettagli) | Valentina Vezzali                                                           | Anja Müller                                                                   | Edina Knapek Adeline Wuillème                                             |
| Fioretto a squadre (dettagli)   | Corea del Sud Jung Gil-Ok Lee Hye-Sun Nam Hyun-Hee Seo Mi-Jung              | Romania Andreea Andrei Cristina Ghita Roxana Scarlat Cristina Stahl           | Francia Astrid Guyart Corinne Maîtrejean Céline Seigneur Adeline Wuillème |
| Sciabola                        |                                                                             |                                                                               |                                                                           |
| Sciabola individuale (dettagli) | Anne-Lise Touya                                                             | Sof'ja Velikaja                                                               | Ilaria Bianco Alessandra Lucchino                                         |
| Sciabola a squadre (dettagli)   | Stati Uniti Sada Jacobson Caitlin Thompson Rebecca Ward Mariel Zagunis      | Russia Ekaterina Fedorkina Svetlana Kormilicyna Elena Nečaeva Sof'ja Velikaja | Ungheria Edina Csaba Orsolya Nagy Gabriella Sznopek Dóra Varga            |

## Medagliere
| Posizione | Nazione       |    |    |    | Totale |
| --------- | ------------- | -- | -- | -- | ------ |
| 1         | Francia       | 4  | 1  | 5  | 10     |
| 2         | Russia        | 2  | 3  | 2  | 7      |
| 3         | Italia        | 2  | 2  | 2  | 6      |
| 4         | Romania       | 1  | 1  | 0  | 2      |
| 5         | Corea del Sud | 1  | 0  | 0  | 1      |
| 5         | Stati Uniti   | 1  | 0  | 0  | 1      |
| 5         | Polonia       | 1  | 0  | 0  | 1      |
| 8         | Germania      | 0  | 2  | 2  | 4      |
| 9         | Ungheria      | 0  | 1  | 2  | 3      |
| 10        | Cina          | 0  | 1  | 0  | 1      |
| 10        | Estonia       | 0  | 1  | 0  | 1      |
| 12        | Ucraina       | 0  | 0  | 2  | 2      |
| 13        | Canada        | 0  | 0  | 1  | 1      |
| 13        | Norvegia      | 0  | 0  | 1  | 1      |
| 13        | Paesi Bassi   | 0  | 0  | 1  | 1      |
| Totale    | Totale        | 12 | 12 | 18 | 42     |